# 宾夕法尼亚施政大纲
宾夕法尼亚施政大纲（英語：Frame of Government of Pennsylvania）是宾夕法尼亚省的原始宪法，由威廉·佩恩于1682年主笔，该文件给予宾夕法尼亚代议制立法机构，还给予了殖民地公民政治自由。因此，宾夕法尼亚施政大纲在美国及世界民主制度发展上有着深远影响。